# Râul Ghia
Râul Ghia este un curs de apă, afluent al râului Ciocadia.

## Hărți
- Harta Munților Parâng [nefuncțională – arhivă]